# Moléson
Der Moléson [mɔleˈzɔ̃] ist ein Berggipfel in der Schweiz. Er liegt im Süden des Kantons Freiburg, in der Romandie, unmittelbar am nordwestlichen Rand der Alpen, 8 km südsüdwestlich von Bulle. Er bildet den nördlichsten Eckpunkt einer nahezu von Süden nach Norden gerichteten Bergkette der Freiburger Voralpen, die beim Col de Jaman beginnt und das Saanetal im Osten vom Tal der Veveyse im Westen trennt. Erstmals urkundlich erwähnt wird der Bergname bereits um das Jahr 1000 als Moleisum. Später erschienen die Bezeichnungen Moleisun (1228), Moleyson (1237) und Moleson (1238).

## Geographie

### Lage

Luftbild (1967)

Der Moléson erreicht eine Höhe von 2002 m ü. M. und bildet zusammen mit dem südwestlich gelegenen Teysachaux (1909 m ü. M.) einen markanten Gebirgsstock, der vor allem gegen Norden und Osten mit Felswänden steil abfällt. Er ist Quellgebiet der Bäche La Trême, L’Albeuve und La Marive, die alle zur Saane fliessen. Dem Moléson östlich vorgelagert sind die Gipfel La Vudalla (1669 m ü. M.; Südwestgipfel 1679 m ü. M.), Le Vanil Blanc (1572 m ü. M.) und Entre Deux Dents (1618 m ü. M.).

### Klima
Für die Normalperiode 1991–2020 beträgt die Jahresmitteltemperatur 3,2 °C, wobei im Februar mit −3,4 °C die kältesten und im August mit 10,8 °C die wärmsten Monatsmitteltemperaturen gemessen werden. Im Mittel sind hier rund 168 Frosttage und 70 Eistage zu erwarten. Mit einem Sommertag ist im Mittel alle 3 Jahre zu rechnen. Hitzetage sind keine zu verzeichnen. Die Messstation von MeteoSchweiz liegt auf einer Höhe von 1974 m ü. M.
|                        | Jan  | Feb  | Mär  | Apr  | Mai  | Jun  | Jul  | Aug  | Sep  | Okt  | Nov  | Dez  |   |       |
| Mittl. Temperatur (°C) | −2,9 | −3,4 | −1,5 | 1,0  | 4,9  | 8,6  | 10,6 | 10,8 | 7,4  | 4,8  | 0,4  | −1,9 | ⌀ | 3,3   |
| Mittl. Tagesmax. (°C)  | −0,3 | −0,5 | 1,6  | 4,4  | 8,5  | 12,3 | 14,5 | 14,5 | 11,0 | 8,1  | 3,3  | 0,9  | ⌀ | 6,6   |
| Mittl. Tagesmin. (°C)  | −5,6 | −6,1 | −4,1 | −1,6 | 2,1  | 5,7  | 7,6  | 8,0  | 4,8  | 2,2  | −2,2 | −4,7 | ⌀ | 0,5   |
|                        |      |      |      |      |      |      |      |      |      |      |      |      |   |       |
| Niederschlag (mm)      | 60   | 66   | 72   | 80   | 128  | 130  | 146  | 140  | 103  | 91   | 80   | 90   | Σ | 1186  |
|                        |      |      |      |      |      |      |      |      |      |      |      |      |   |       |
| Sonnenstunden (h/d)    | 4,1  | 4,7  | 5,2  | 5,5  | 5,3  | 6,0  | 6,4  | 6,4  | 5,6  | 5,1  | 3,9  | 3,5  | ⌀ | 5,1   |
|                        |      |      |      |      |      |      |      |      |      |      |      |      |   |       |
| Regentage (d)          | 9,6  | 8,6  | 10,1 | 10,1 | 13,5 | 12,7 | 11,5 | 11,8 | 10,0 | 10,4 | 9,8  | 11,2 | Σ | 129,3 |
|                        |      |      |      |      |      |      |      |      |      |      |      |      |   |       |
| Luftfeuchtigkeit (%)   | 65   | 67   | 73   | 77   | 81   | 82   | 81   | 79   | 80   | 72   | 70   | 67   | ⌀ | 74,5  |

| −5,6 |

| −6,1 |

| −4,1 |

| −1,6 |

| 2,1 |

| 5,7 |

| 7,6 |

| 8,0 |

| 4,8 |

| 2,2 |

| −2,2 |

| −4,7 |

| −5,6 |

| −6,1 |

| −4,1 |

| −1,6 |

| 2,1 |

| 5,7 |

| 7,6 |

| 8,0 |

| 4,8 |

| 2,2 |

| −2,2 |

| −4,7 |

## Geologie
Geologisch gehört der Moléson zu den Préalpes romandes, den Abscherungsdecken aus mesozoischen und tertiären Sedimenten. Er ist ein sogenannter Synklinalberg, d. h. der Rest einer ehemaligen Faltenmulde der präalpinen Decken, die auf allen Seiten erodiert wurde. Der Berg besteht vor allem aus Malmkalk. Die Waldgrenze liegt beim Moléson bei rund 1600 m, darüber befinden sich Bergweiden.

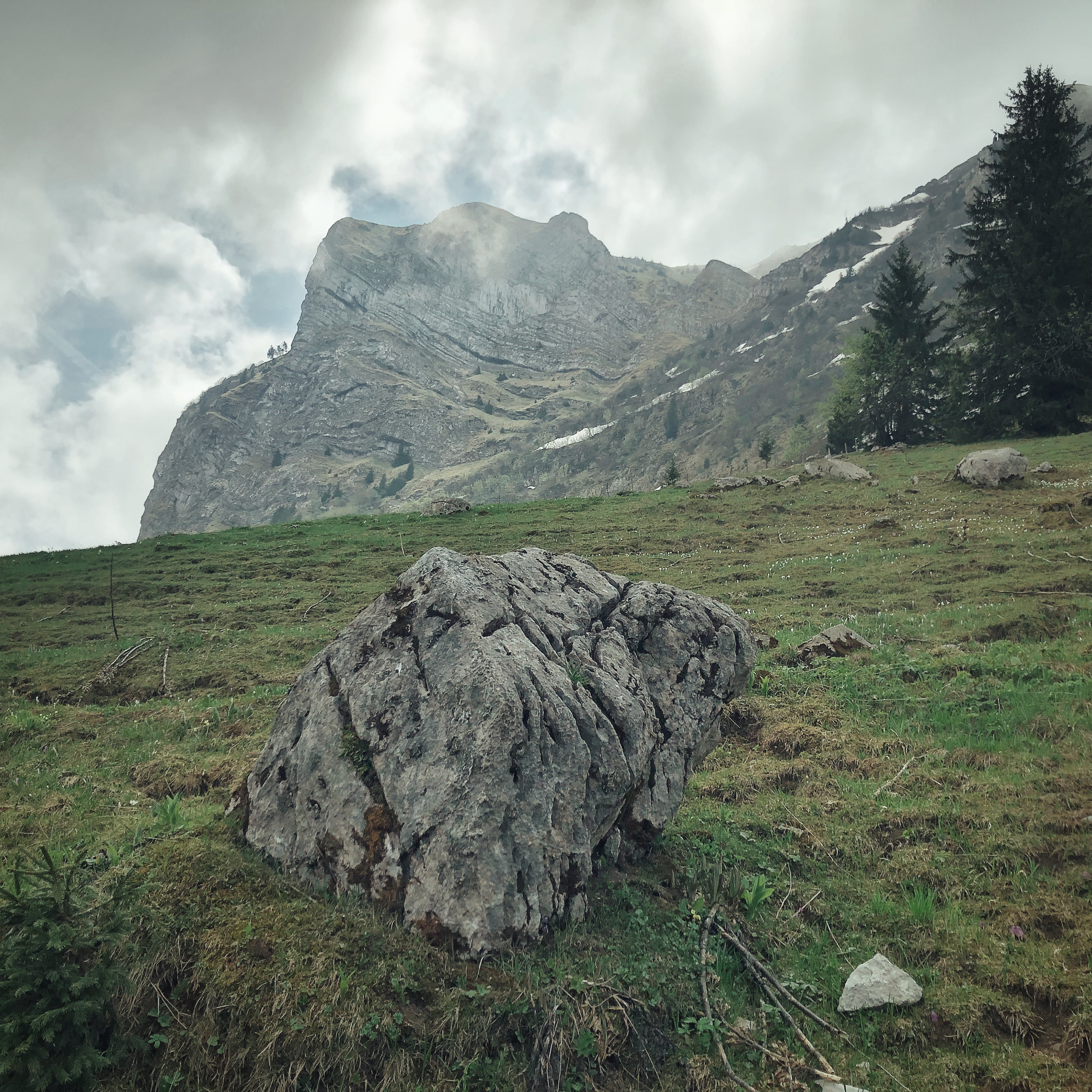
Felsmassiv des Moléson inklusive Fragment im Vordergrund (Nordseite von Petit Plané aus gesehen)

## Tourismus
Anfang des 20. Jahrhunderts gab es drei konkurrierende Pläne, eine Eisenbahn auf den Gipfel des Moléson zu bauen, darunter eine aus Les Avants (Kanton Waadt) über den Col de Sonloup und den Col de Soladier, sowie zwei aus dem Kanton Freiburg. Diese Projekte wurden allerdings nicht verwirklicht.
Der bekannte Aussichtsberg ist heute durch eine Seilbahn erschlossen. Vom Feriendorf Moléson-Village an seinem Nordostfuss führt zunächst eine Standseilbahn (Funiculaire Moléson-sur-Gruyères - Plan-Francey) auf die Höhe von Plan-Francey (1517 m ü. M.) und dann eine Luftseilbahn weiter bis auf den Gipfel. Von Plan-Francey führt auch ein gebührenpflichtiger und stark eisenhaltiger Klettersteig durch die Nordwestwand des Nordgipfels hinauf. Der nahegelegene Gipfel La Vudalla war früher ebenfalls durch eine Seilbahn erschlossen. Diese ist jedoch seit dem Jahr 2001 abgebrochen. Das Massiv des Moléson ist ein beliebtes Wander- und Skigebiet. Im Gipfelrestaurant gibt es ein Observatorium mit vier Teleskopen für Hobbyastronomen.

## Kultur
Das Volkslied L'Armailli du Moléson besingt den Berg und die Bergbauern des Greyerzer Landes.